# جون كامبرلاند
جون كامبرلاند (بالإنجليزية: John Cumberland)‏ هو لاعب كرة قاعدة أمريكي، ولد في 10 مايو 1947 في وستبروك في الولايات المتحدة.

## وصلات خارجية
- جون كامبرلاند على موقع دوري كرة القاعدة الرئيسي (الإنجليزية)
- جون كامبرلاند على موقعبيزبول رفرنس.كوم (الدوري الرئيسي) (الإنجليزية)
- جون كامبرلاند على موقعبيزبول رفرنس.كوم (الدوري الثانوي) (الإنجليزية)